# Isola Jarok
L'isola Jarok  (in russo: остров Ярок, ostrov Jarok) è la più grande delle isole del Golfo della Jana, nel mare di Laptev, Russia. Amministrativamente appartiene al Ust'-Janskij ulus della Repubblica autonoma di Sacha-Jacuzia.

## Geografia
L'isola è situata  nella baia Janskij dove sfocia il fiume Jana; è separata dalla terraferma da un canale di poco più di 2 km di ampiezza. Jarok è lunga 38 km e larga 26 km, è piatta e ha molti piccoli laghi, paludi e banchi si sabbia; d'inverno è ricoperta dal ghiaccio ed è un tutt'uno con la terraferma. A nord-est si trovano le isole Šelonskie e l'isola Makar.

## Storia
Nel 1712 Jakov Permjakov e il suo compagno Merkurij Vagin sono stati i primi esploratori russi registrati che hanno percorso tale zona. Hanno attraversato il golfo della Jana, sul ghiaccio, dal delta del fiume Jana fino all'isola Bol'šoj Ljachovskij ed esplorato l'isola Jarok, allora sconosciuta. Sfortunatamente Permjakov e Vagin sono stati uccisi sulla via del ritorno dai membri della spedizione che si sono ammutinati.
Nel 1892-1894 il barone Eduard von Toll, prese parte alla spedizione guidata da Aleksandr Aleksandrovič Bunge (1851-1930) e svolse indagini geologiche nella zona del delta della Jana per conto dell'Accademia imperiale russa delle Scienze di San Pietroburgo.